# Археолошко налазиште Забран Петровчић
Археолошко налазиште Забран Петровчић је археолошко налазиште који се налази у Добановцима, општини Сурчин у граду Београду.
Локалитет се налази у кругу Ловно-шумарског газдинства Добановачки забран, на југоисточној периферији шуме. Током археолошких ископавања која су одрађена 1963. године, откривени су остаци мање једнобродне цркве, две зидане гробнице и остаци веће некрополе. На основу покретног археолошког материја утврђено је да су се старији део некрополе и црква градили у 7. или првој половини 8. века, док млађи гробови на некрополи датирају из 14. века. Према ритуалу сахрањивања у гробовима на некрополи и на основу оријенталне цркве закључује су да су некропола и црква припадале словенско-српском народу насеља која се налазило у непосредној близини. О цркви за сада нема података, а по историјским изворима она је за сада најстарији истражени објекат те врсте у Срему.